# Benijòfer
Benijòfer és un municipi del País Valencià que es troba a la comarca del Baix Segura. El seu topònim, evidentment àrab, s'ha traduït com "fill de Jofer" i també com "petita perla".

## Història
Els seus inicis es remunten a l'antiga alqueria islàmica, en 1587 tenim referència per un desbordament del riu Segura que va destruir la collita i gran part del terme. En 1589 Jaume Gallego Fajardo i Satorre va obtenir plena jurisdicció sobre el lloc. En 1704 el senyor obté, per a ell i per als seus descendents el títol de Benijòfar i la constitució del lloc com a entitat independent. El 1957 una nova riuada va matar molts dels seus habitants i tornà a arruïnar el poble.

## Demografia
Al cens de 2023 s'hi comptabilitzen 3.473 persones. La parla, com a la resta de la comarca, és el castellà. Parlen valencià, segons dades del cens de 2001, un 8,72% de la població.

## Economia
La base de la seua economia és l'agricultura, especialment hortalisses i fruites, que aprofita les aigües del Segura, ara ja perfectament canalitzat i regulat.

## Geografia
Benijòfar compta amb un dels termes més petits de la comarca, tan sols 4,4 km². El poble s'ubica al bell cim d'un tossal des d'on es domina l'horta del Segura.

## Edificis d'interès
Monumentalment compta amb l'església de Sant Jaume apòstol i una antiga sénia, símbol de les antigues pràctiques agrícoles.

## Política i govern

### Alcaldia
Des de 2011 l'alcalde de Benijòfar és Luis Rodríguez Pérez del Partit Popular (PP).
| Període                       | Alcalde o alcaldessa         | Partit polític | Data de possessió | Observacions |
| ----------------------------- | ---------------------------- | -------------- | ----------------- | ------------ |
| 1979–1983                     | Francisco González Fernández | UCD            | 19/04/1979        | --           |
| 1983–1987                     | Francisco González Fernández | GIB            | 28/05/1983        | --           |
| 1987–1991                     | Francisco González Fernández | AP             | 30/06/1987        | --           |
| 1991–1995                     | Jesús Aranda Ramón           | PP             | 15/06/1991        | --           |
| 1995–1999                     | José Luis González Sánchez   | PSPV-PSOE      | 17/06/1995        | --           |
| 1999–2003                     | José Luis González Sánchez   | PSPV-PSOE      | 03/07/1999        | --           |
| 2003–2007                     | José Luis González Sánchez   | PSPV-PSOE      | 14/06/2003        | --           |
| 2007–2011                     | Daniel Padilla Villa         | PSPV-PSOE      | 16/06/2007        | --           |
| 2011–2015                     | Luis Rodríguez Pérez         | PP             | 11/06/2011        | --           |
| 2015–2019                     | Luis Rodríguez Pérez         | PP             | 13/06/2015        | --           |
| 2019-2023                     | Luis Rodríguez Pérez         | PP             | 15/06/2019        | --           |
| Des de 2023                   | n/d                          | n/d            | 17/06/2023        | --           |
| Fonts: Generalitat Valenciana |                              |                |                   |              |

### Eleccions municipals de 2011
| Candidatura | Candidatura                               | Cap de llista        | Vots | Regidors | % vots |
| ----------- | ----------------------------------------- | -------------------- | ---- | -------- | ------ |
|             | Partit Popular de la Comunitat Valenciana | Luis Rodríguez Pérez | 891  | 8        |        |
|             | Partit Socialista del País Valencià       | Daniel Padilla Villa | 391  | 3        |        |
| Total       | Total                                     | 1347                 | 1347 | 11       |        |